# 벨라 다비도비치

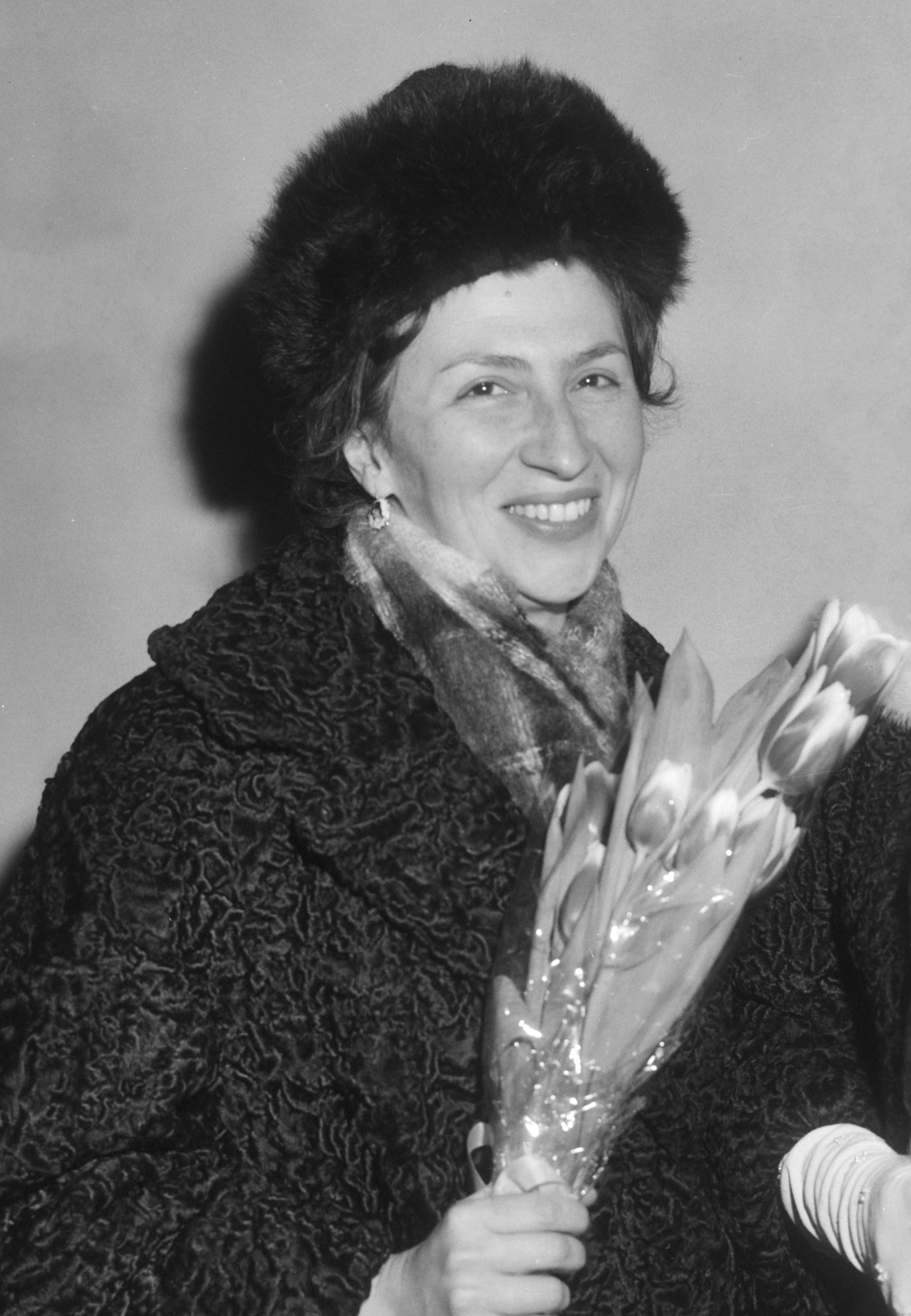

벨라 미하일로브나 다비도비치 (Бэлла Миха́йловна Давидо́вич, 1928년 7월 16일 ~ )는 소련 태생의 미국 피아니스트이다.
다비도비치는 아제르바이잔 SSR 바쿠의 유대인 음악가 집안에서 태어나 여섯 살 때 피아노를 배우기 시작했다. 3년 후, 그녀는 베토벤의 피아노 협주곡 1번 연주를 위한 솔리스트였다. 1939년에 그녀는 음악 교육을 계속 하기 위해 모스크바로 이사했다. 18세에 모스크바 음악원에 입학하여 콘스탄틴 이굼노프와 야코프 플리에르를 사사했다. 1949년 그녀는 IV 국제 쇼팽 피아노 콩쿠르에서 할리나 체르니스테판스카와 함께 1위를 차지했다. 그녀는 또한 16년 동안 모스크바 음악원에서 가르쳤다.
1978년에 그녀는 미국 으로 이주하여 귀화 시민 이 되었다. 그녀는 1982년부터 뉴욕시 의 줄리어드 학교에서 가르쳤다. 페레스트로이카의 정신으로 공식 초청을 받은 최초의 소비에트 망명 음악가가 되었다. 그녀는 협주곡을 연주했고, 아들 드미트리 시트코베츠키가 바이올린을 연주하는 리사이틀, 보로딘 현악 4중주와 함께 매진된 홀에서 실내악을 연주했다.